# Kärrfibbla
Kärrfibbla (Crepis paludosa) är en flerårig ört i familjen korgblommiga växter. 
Denna ört kan bli upp till en meter hög och har gula blommor på upprätta stjälkar. Ett kännetecken för arten är att holkfjällen i kontrast till blommorna har svarta körtelhår. På växtens stjälk finns flera breda och spetsiga stjälkblad med skarptandade kanter. En bladrosett med liknande, tydligt stjälkomfattande blad finns vid växtens bas.
Kärrfibblans växtplats är fuktig och näringsrik mark och ofta kan man finna den vid kanten till skogskärr och källor, liksom i ängsgranskogar. Blomningstiden är juni till juli.